# Нижня Апша (зупинний пункт)
Нижня Апша — пасажирський зупинний пункт Ужгородської дирекції Львівської залізниці, на лінії Батьово — Солотвино І між станціями Тересва (9 км) та Солотвино II (6 км).
Розташований в однойменному селі Тячівського району Закарпатської області.
Станом на серпень 2019 року щодня три пари дизель-потягів прямують за напрямком Батьово/Дякове — Солотвино I.
До 2023 року носив назву Діброва.